# Campionati mondiali di canoa/kayak 1994
I 26esimi Campionati mondiali di canoa/kayak si sono svolti a Città del Messico (Messico) nel 1994.

## Medagliere
| Pos. | Paese       | Oro | Argento | Bronzo | Totale |
| ---- | ----------- | --- | ------- | ------ | ------ |
| 1    | Ungheria    | 6   | 12      | 2      | 20     |
| 2    | Germania    | 4   | 2       | 3      | 9      |
| 3    | Russia      | 4   | 0       | 0      | 4      |
| 4    | Polonia     | 2   | 1       | 2      | 5      |
| 5    | Bulgaria    | 2   | 1       | 1      | 4      |
| 6    | Bielorussia | 2   | 0       | 0      | 2      |
| 7    | Romania     | 1   | 5       | 1      | 7      |
| 8    | Australia   | 1   | 1       | 1      | 3      |
| 9    | Lettonia    | 1   | 0       | 0      | 1      |
| 9    | Danimarca   | 1   | 0       | 0      | 1      |
| 11   | Svezia      | 0   | 1       | 1      | 2      |
| 11   | Italia      | 0   | 1       | 1      | 2      |
| 13   | Ucraina     | 0   | 0       | 3      | 3      |
| 14   | Canada      | 0   | 0       | 2      | 2      |
| 14   | Norvegia    | 0   | 0       | 2      | 2      |
| 16   | Francia     | 0   | 0       | 1      | 1      |
| 16   | Rep. Ceca   | 0   | 0       | 1      | 1      |
| 16   | Slovacchia  | 0   | 0       | 1      | 1      |
| 16   | Messico     | 0   | 0       | 1      | 1      |
| 16   | Spagna      | 0   | 0       | 1      | 1      |

## Medaglie Canoa

### C1 200m
| Posizione | Atleta           | Paese    | Tempo |
| --------- | ---------------- | -------- | ----- |
|           | Nikolay Bukhalov | Bulgaria |       |
|           | Ervin Hoffmann   | Ungheria |       |
|           | Michał Śliwiński | Ucraina  |       |

### C1 500m
| Posizione | Atleta           | Paese    | Tempo |
| --------- | ---------------- | -------- | ----- |
|           | Nikolay Bukhalov | Bulgaria |       |
|           | Imre Pulai       | Ungheria |       |
|           | Michał Śliwiński | Ucraina  |       |

### C1 1000m
| Posizione | Atleta            | Paese    | Tempo |
| --------- | ----------------- | -------- | ----- |
|           | Ivans Klementjevs | Lettonia |       |
|           | Nikolay Bukhalov  | Bulgaria |       |
|           | Viktor Partnoi    | Romania  |       |

### C2 200m
| Posizione | Atleta                                  | Paese       | Tempo |
| --------- | --------------------------------------- | ----------- | ----- |
|           | Aleksandr Masseikov Dmitrii Dovgalionok | Bielorussia |       |
|           | György Kolonics Csaba Horváth           | Ungheria    |       |
|           | Olivier Boivin Sylvian Hoyer            | Francia     |       |

### C2 500m
| Posizione | Atleta                            | Paese    | Tempo |
| --------- | --------------------------------- | -------- | ----- |
|           | Gheorghe Andriev Grigore Obreja   | Romania  |       |
|           | György Kolonics Csaba Horváth     | Ungheria |       |
|           | Blagovest Stoyanov Martin Marinov | Bulgaria |       |

### C2 1000m
| Posizione | Atleta                             | Paese    | Tempo |
| --------- | ---------------------------------- | -------- | ----- |
|           | Andreas Dittmer Gunar Kirchbach    | Germania |       |
|           | Ferenc Novak Gaspar Boldizsar      | Ungheria |       |
|           | Dariusz Koszykowski Tomasz Goliasz | Polonia  |       |

### C4 200m
| Posizione | Atleta                                                            | Paese     | Tempo |
| --------- | ----------------------------------------------------------------- | --------- | ----- |
|           | Pavel Konovalov Andrei Kabanov Sergei Kemerov Aleksandr Kostoglod | Russia    |       |
|           | György Kolonics Csaba Horváth Attila Szabó Ervin Hoffmann         | Ungheria  |       |
|           | Petr Prochazka Tomas Krivanek Roman Dittrich Waldemar Fibigr      | Rep. Ceca |       |

### C4 500m
| Posizione | Atleta                                                    | Paese      | Tempo |
| --------- | --------------------------------------------------------- | ---------- | ----- |
|           | Ferenc Novak Gaspar Boldizsar Ervin Hoffmann Attila Szabó | Ungheria   |       |
|           | Cosmin Pasca Marcel Glăvan Antonel Borșan Florin Popescu  | Romania    |       |
|           | Slavomir Knazovich Petr Pales Csaba Orosz Juraj Filip     | Slovacchia |       |

### C4 1000m
| Posizione | Atleta                                                       | Paese    | Tempo |
| --------- | ------------------------------------------------------------ | -------- | ----- |
|           | Imre Pulai György Kolonics Tibor Takács Csaba Horváth        | Ungheria |       |
|           | Marcel Glăvan Cosmin Pasca Antonel Borșan Florin Popescu     | Romania  |       |
|           | Juan Martínez Antonio Romero Ramon Ferrer Beniamin Castaneda | Messico  |       |

## Medaglie Kayak

### K1 200m
| Posizione | Atleta          | Paese       | Tempo |
| --------- | --------------- | ----------- | ----- |
|           | Sergei Kalesnik | Bielorussia |       |
|           | Vince Fehervari | Ungheria    |       |
|           | Miguel García   | Spagna      |       |

| Posizione | Atleta          | Paese    | Tempo |
| --------- | --------------- | -------- | ----- |
|           | Rita Kőbán      | Ungheria |       |
|           | Anna Olsson     | Svezia   |       |
|           | Caroline Brunet | Canada   |       |

### K1 500m
| Posizione | Atleta         | Paese     | Tempo |
| --------- | -------------- | --------- | ----- |
|           | Zsombor Bohri  | Ungheria  |       |
|           | Daniel Collins | Australia |       |
|           | Knut Holmann   | Norvegia  |       |

| Posizione | Atleta         | Paese    | Tempo |
| --------- | -------------- | -------- | ----- |
|           | Birgit Fischer | Germania |       |
|           | Rita Kőbán     | Ungheria |       |
|           | Josefa Idem    | Italia   |       |

### K1 1000m
| Posizione | Atleta         | Paese     | Tempo |
| --------- | -------------- | --------- | ----- |
|           | Clint Robinson | Australia |       |
|           | Zsolton Borhi  | Ungheria  |       |
|           | Knut Holmann   | Norvegia  |       |

### K2 200m
| Posizione | Atleta                      | Paese    | Tempo |
| --------- | --------------------------- | -------- | ----- |
|           | Maciej Freimut Adam Wysocky | Polonia  |       |
|           | Romica Serban Daniel Stoian | Romania  |       |
|           | Kay Bluhm Torsten Gutsche   | Germania |       |

| Posizione | Atleta                            | Paese    | Tempo |
| --------- | --------------------------------- | -------- | ----- |
|           | Rita Kőbán Eva Laky               | Ungheria |       |
|           | Birgit Fischer Daniela Gleue      | Germania |       |
|           | Barbara Hajcel Elzbieta Urbanczyk | Polonia  |       |

### K2 500m
| Posizione | Atleta                       | Paese     | Tempo |
| --------- | ---------------------------- | --------- | ----- |
|           | Kay Bluhm Torsten Gutsche    | Germania  |       |
|           | Attila Adrovicz Andras Rajna | Ungheria  |       |
|           | Martin Hunter Clint Robinson | Australia |       |

| Posizione | Atleta                            | Paese    | Tempo |
| --------- | --------------------------------- | -------- | ----- |
|           | Barbara Hajcel Elzbieta Urbanczyk | Polonia  |       |
|           | Kinga Czigány Silvia Mednyanszky  | Ungheria |       |
|           | Birgit Fischer Daniela Gleue      | Germania |       |

### K2 1000m
| Posizione | Atleta                       | Paese     | Tempo |
| --------- | ---------------------------- | --------- | ----- |
|           | Jesper Staal Thor Nielsen    | Danimarca |       |
|           | Antonio Rossi Daniele Scarpa | Italia    |       |
|           | Istvan Bee Istvan Szijarto   | Ungheria  |       |

### K4 200m
| Posizione | Atleta                                                        | Paese   | Tempo |
| --------- | ------------------------------------------------------------- | ------- | ----- |
|           | Anatolij Tiščenko Oleg Gorobij Sergey Verlin Viktor Denisov   | Russia  |       |
|           | Florin Scoica Sorin Petcu Marin Popescu Geza Magyar           | Romania |       |
|           | Michail Slivinski Andrei Petrov Yurii Kichaev Andrei Borzukov | Ucraina |       |

| Posizione | Atleta                                                       | Paese    | Tempo |
| --------- | ------------------------------------------------------------ | -------- | ----- |
|           | Éva Dónusz Szilvia Mednyanszky Eva Laky Rita Kőbán           | Ungheria |       |
|           | Daniela Gleue Ramona Portwich Birgit Fischer Anett Schuck    | Germania |       |
|           | Caroline Brunet Klari Macaskill Alison Herst Corrina Kennedy | Canada   |       |

### K4 500m
| Posizione | Atleta                                                      | Paese    | Tempo |
| --------- | ----------------------------------------------------------- | -------- | ----- |
|           | Viktor Denisov Anatolij Tiščenko Sergey Verlin Oleg Gorobij | Russia   |       |
|           | Florin Scoica Sorin Petcu Marin Popescu Geza Magyar         | Romania  |       |
|           | Gábor Horváth Ferenc Csipes Zoltan Altan Robert Hegedus     | Ungheria |       |

| Posizione | Atleta                                                       | Paese    | Tempo |
| --------- | ------------------------------------------------------------ | -------- | ----- |
|           | Birgit Fischer Ramona Portwich Daniela Gleue Anett Schuck    | Germania |       |
|           | Éva Dónusz Kinga Czigány Rita Kőbán Szilvia Mednyanszky      | Ungheria |       |
|           | Anna Olsson Susanne Rosenqvist Maria Haglund Ingela Ericsson | Svezia   |       |

### K4 1000m
| Posizione | Atleta                                                          | Paese    | Tempo |
| --------- | --------------------------------------------------------------- | -------- | ----- |
|           | Viktor Denisov Anatolij Tiščenko Sergey Verlin Oleg Gorobij     | Russia   |       |
|           | Piotr Markiewicz Grzegorz Kotowicz Adam Wysocky Marek Witkovski | Polonia  |       |
|           | Thomas Reineck Detlef Hoffmann André Wohllebe Mario van Appen   | Germania |       |